# غراهام هنري
غراهام هنري (بالإنجليزية: Graham Henry)‏ (8 يونيو 1946 كرايستشرش نيوزيلندا - ) هو لاعب كرة قدم نيوزلندي.

## وصلات خارجية
غراهام هنري عل موقع إسبنسكروم (الإنجليزية)